# Африканские канареечные вьюрки
Африканские канареечные вьюрки (лат. Crithagra) — род певчих птиц из семейства вьюрковых. Распространены в Африке и на Аравийском полуострове.
Виды этого рода ранее включались в род Serinus. Однако затем по результатам исследований ДНК некоторые виды были перенесены в род Crithagra. Восемь видов оставили в роде Serinus.

## Виды
В состав рода включают 38 видов:
- Crithagra albogularis Smith, 1833 — Белогорлый канареечный вьюрок
- Crithagra ankoberensis (Ash, 1979)
- Черноголовый канареечный вьюрок Crithagra atrogularis (Smith, 1836)
- Crithagra buchanani (Hartert, 1919)
- Толстоклювый канареечный вьюрок Crithagra burtoni (Gray, 1862)
- Коричневощекий канареечный вьюрок Crithagra canicapilla (Du Bus de Gisignies, 1855)
- Crithagra capistrata Finsch, 1870
- Африканский канареечный вьюрок Crithagra citrinelloides (Ruppell, 1840)
- Лимонногрудый канареечный вьюрок Crithagra citrinipectus (Clancey & Lawson, 1960)
- Crithagra concolor (Barboza du Bocage, 1888)
- Дубоносовый канареечный вьюрок Crithagra donaldsoni (Sharpe, 1895)
- Белобрюхий канареечный вьюрок Crithagra dorsostriata Reichenow, 1887
- Желтогорлый канареечный вьюрок Crithagra flavigula (Salvadori, 1888)
- Crithagra flaviventris (Gmelin, JF, 1789)
- Желтолобый канареечный вьюрок Crithagra frontalis (Reichenow, 1904)
- Пестроголовый канареечный вьюрок Crithagra gularis (Smith, 1836)
- Полосатый канареечный вьюрок Crithagra hyposticta (Reichenow, 1904)
- Папирусовый канареечный вьюрок Crithagra koliensis (Grant & Mackworth-Praed, 1952)
- Crithagra leucoptera Sharpe, 1871 — Белокрылый канареечный вьюрок
- Белопоясничный канареечный вьюрок Crithagra leucopygia Sundevall, 1850
- Crithagra melanochra (Reichenow, 1900)
- Йеменский канареечный вьюрок Crithagra menachensis (Ogilvie-Grant, 1913)
- Чернощекый канареечный вьюрок Crithagra mennelli (Chubb, 1908)
- Мозамбикский канареечный вьюрок Crithagra mozambica (Muller, 1776)
- Пестрогрудый канареечный вьюрок Crithagra reichardi (Reichenow, 1882)
- Кенийский канареечный вьюрок Crithagra reichenowi (Salvadori, 1888)
- Канареечный вьюрок Ротшильда, Аравийский вьюрок Crithagra rothschildi (Ogilvie-Grant, 1902)
- Красно-бурый канареечный вьюрок Crithagra rufobrunnea (Gray, 1862)
- Лесной канареечный вьюрок Crithagra scotops Sundevall, 1850
- Crithagra striatipectus (Sharpe, 1891)
- Пестрый канареечный вьюрок Crithagra striolata (Ruppell, 1840)
- Серо-желтый канареечный вьюрок Crithagra sulphurata (Linnaeus, 1766)
- Южноафриканский канареечный вьюрок Crithagra symonsi (Roberts, 1916)
- Капский канареечный вьюрок Crithagra totta (Sparrman, 1786)
- Буропоясничный канареечный вьюрок Crithagra tristriata (Ruppell, 1840)
- Желтобровый канареечный вьюрок Crithagra whytii Shelley, 1897
- Crithagra xantholaema (Salvadori, 1896)
- Желтогузый канареечный вьюрок Crithagra xanthopygia (Ruppell, 1840)